# 霍彦威
霍彦威（872年—929年1月1日），924年－926年间名为李绍真，字子重，谥号晋忠武公，中国五代十国时期政权后梁和后唐将领。

## 家世
霍彦威生于唐懿宗咸通十三年（872年），曲周人氏，本名失载。十四岁时（即885年），被大军阀宣武军节度使朱全忠部将、同为曲周人氏的霍存所得，从此从霍存征讨。霍存怜其爽迈，养为自己的儿子。
霍彦威未及弱冠，已为朱全忠所知，擢在左右。在朱全忠后来的战斗中，霍彦威渐渐积功升官。其养父霍存在景福二年（893年）对朱全忠的敌人感化军节度使时溥和泰宁军节度使朱瑾作战时阵亡。霍彦威早期跟随霍存征战时中箭，因此瞎了一只眼。
霍彦威还是小校时，明经淳于晏寄食于门下。霍彦威曾经兵败，只身逃走，左右没有跟随的，只有淳于晏仗剑随其徒步穿越草莽，霍彦威因而高其义，相得甚欢。

## 后梁年间
朱全忠篡唐建立后梁，为太祖皇帝。开平二年（908年），霍彦威在开封府押衙、右亲从指挥使、检校司空任上被授右龙骧军使（《新五代史》作左龙骧军使）。三年（909年），在右监门卫将军任上被授左天武军使，迁右监门上将军。
乾化二年（912年），太祖子郢王朱友弑太祖，自己夺位。不久，都将刘重遇率领下戍怀州的三千龙骧军作乱，朱友珪派时任东京马步军都指挥使的霍彦威和左耀武指挥使杜晏球讨伐之。霍、杜击破乱军于鄢陵，俘斩刘重遇。
鳳曆元年（913年），太祖另一子开封尹、东都留守均王朱友贞与太祖甥左龙虎统军、侍卫亲军都指挥使袁象先一同起事反对朱友珪，朱友珪自杀，朱友贞夺位，不久改名朱瑱。霍彦威参与袁象先之谋，被授洺州刺史，转河阳留后。
乾化四年（914年），后梁敌国之一岐国的一部分静难军的节度使李继徽被儿子李彦鲁毒杀，李彦鲁自任留后。贞明元年（915年）李继徽养子李保衡（《十国春秋·刘知俊传》作李彦康）杀李彦鲁，以静难军辖下军部邠和宁二州降梁。朱瑱任霍彦威为静难军节度使。李继徽养父岐王李茂贞随后派彰义节度使刘知俊围邠州，历经半年（一作十四月），不能克，而岐国也在前蜀的另一场进攻中大损，天雄军及住在军部秦州的刘知俊一家都被蜀所得，刘知俊撤军，后来为了保护家人也叛变投蜀。霍彦威与诸军都指挥使黄贵等因而守住静难军。而据两五代史霍彦威本传，霍彦威每每释放被俘的岐国士兵，岐军感恩而不攻打他。
贞明二年（916年），霍彦威结束邠州战事后被改任宣义军节度副大使、知节度事、北面行营副招讨等使、特进、检校太傅，贞明三年（917年）为天平军节度副大使，知节度事。又兼北面行营招讨，对梁大敌晋国作战。但他总被晋所败。龙德元年（921年）四月，朱瑱堂兄陈州刺史惠王朱友能反叛，朱瑱因此罢免朱友能的弟弟镇国军节度使邵王朱友诲，因霍彦威屡败，降其为镇国军留后，派霍彦威、宣义军节度使王彦章、控鹤指挥使张汉杰分别为招讨使、副招讨使、陈州行营都指挥讨伐朱友能。他们很快打败朱友能，迫其退回陈州，围之，迫其投降。朱瑱赏赐诸军。
龙德三年（923年），晋王李存勖建立后唐称帝即庄宗皇帝后不久，梁新任北面招讨使段凝定计四路攻唐。作为段凝计划的一部分，霍彦威将受段凝节制，统关西、汝、洛之众从相州、卫州进军镇州、定州。但段凝还未真正展开进攻，庄宗就渡过黄河，绕过段凝所统领的本欲与之迎战的主力大军，直趋朱瑱所定的都城大梁（即开封；太祖和朱友珪都定都洛阳）。当时因段凝已带走了所有可用的军队，大梁无防。朱瑱面临败局，自杀，梁亡。

## 后唐年间

### 庄宗年间

#### 庄宗前期
庄宗入大梁，赦免梁部众。霍彦威是最早一批入朝大梁归降的节度使，仅比宣武军节度使袁象先后到。庄宗为梁降将设宴于梁崇元殿，席间褒扬养兄蕃汉马步副总管天平军节度使李嗣源：“这场宴席上的客人去年都是我们的劲敌，现在和我们一起宴会，是你为我做前锋之功。”霍彦威和戴思远等其他梁旧将闻言，以为庄宗还记恨，伏地请罪。庄宗说这都是过去的事了，赏赐他们御衣、器币，不久放他们归本镇。十二月，镇国军改保义军，霍彦威改保义军节度留后。
同光二年（924年）正月，契丹犯唐，攻幽州，庄宗派李嗣源为北面行营都招讨使北上解围退敌，以霍彦威为副。李嗣源爱霍彦威为人，很亲近厚待他。横海军节度使安元信和霍彦威一起与李嗣源屯常山，仗着自己有功，以成败勇怯之辞戏弄侮辱霍彦威，霍彦威不敢回答，在李嗣源介入下，安元信才起身谢罪不复戏弄之。二月，李绍琛被任为保义军节度使，霍彦威不再任保义军留后。四月，庄宗赐霍彦威国姓李，赐名绍真。五月，李嗣源、李绍真作为正副招讨使平定潞州小校杨立兵变，李绍真授武宁军节度使。十二月，以为北面行营副招讨使。
三年（925年）三月，庄宗又召侍中成德军节度使赵郡公郭崇韬，说想起自己当初思在德胜寨时，霍彦威、段凝等都是劲敌，终日格斗，战声相闻，却不知两年之间都收入麾下，想前往德胜故寨与郭崇韬叙旧事。郭崇韬同意，认为再观战地更能知道王业艰难，是好事。于是车驾从鄴宫出发到德胜城，庄宗登城四望，指战阵之处以谕宰相，渡河南观废栅旧址直至杨村寨，再沿河至戚城，置酒作乐而罢。四月，以李嗣源兼北面水陆转运使，李绍真为副。
同光四年（926年）正月，时任北面招讨使的李绍真奏北来奚首领说：契丹首领耶律阿保机寇渤海国。

#### 在庄宗之死中扮演的角色
当月，庄宗杀郭崇韬，军心不安，唐治下多处发生兵变，如邢州左右步直兵赵太于二月发起的邢州之变，魏州皇甫暉發起的鄴都之變，皇甫暉自稱「天雄軍马步都指挥使」，斬殺主帥楊仁晸，立偏將趙在禮為大帥，攻下邺都。
庄宗派时任东北面招讨副使的李绍真攻伐邢州。三月，李绍真很快打败了邢州变兵，俘赵太，带着赵太等前去与奉命攻打邺都叛军的李嗣源合兵，比李嗣源先到，在叛军面前将赵太等邢州叛将磔死于军门，想慑服他们。但邺都叛军没有瓦解，不久，李嗣源军到，但他的本部军也兵变，为首者从马直军吏张破败迫使他和李绍真与城中邺都叛军合兵。李绍真与中门使安重诲踩李嗣源脚，说服李嗣源答应。
邺都叛军不接纳城外的变兵，反而斩杀张破败，城外变兵溃散。邺都之变发起者皇甫晖尤其忌惮李绍真，想杀他，李绍真以口才开脱，最终免于一死。邺都留守赵在礼却允许李嗣源和李绍真离开。当时在外的部卒听闻李嗣源造反，都散去，只有在城西北列营的原属李嗣源和李绍真统领的五千镇州兵不动。两天后，李嗣源出城，被李绍真护卫到魏县时，手下不满百人，也没有兵器，幸得这支镇州兵闻讯来归，军势才稍稍振作。
李嗣源思考下一步行动。他哭着对诸将说想回到自己任节度使的成德（军部在镇州），然后上表庄宗为自己兵败谢罪听候发落。李绍真和安重诲反对：另一将归德军节度使李绍荣在李嗣源兵变时撤军，会趁机弹劾李嗣源反叛。他们建议李嗣源南下进军庄宗所定的都城洛阳，亲自面见庄宗，再行自明。李嗣源采纳。
李绍真历任各镇节度使，都以淳于晏为从事，从军府事到家事都由淳于晏决定，名义上淳于晏只是幕宾，其实有如家宰，李绍真治下大治，皆淳于晏之力。当时武宁军监军宦官认为李嗣源和李绍真都已反叛，想屠戮李绍真的家人和亲近者，权知留后的淳于晏抢先率诸将杀了监军。
后李嗣源自知不能自明，决定举兵。当时平卢节度使符习亦在外讨邺都兵变，青州指挥使王公俨杀监军使宦官杨希望，据军镇，不让符习归镇。李嗣源遣使召符习，符习没有按时赶到，最后在胙县谒见之，仍有所犹豫，李绍真骗他说：“主上要杀十人，公是第四个，为何犹豫！”于是符习决定跟随李嗣源，随其夺取汴州。
四月，庄宗在洛阳的興教門之變中被杀。李嗣源随后到洛阳，控制都城，虽然李绍真首率卿相劝进于至德宫，他起初只称监国。下令寻找诸王迎归宫中。庄宗的两个亲弟通王李存确、雅王李存纪当时藏在民间。李绍真和安重诲查得他们的所在，但没有如李嗣源所令带他们回宫，而是认为李嗣源下一步要登基，诸王存世会成为阻碍，于是他们未得李嗣源许可即杀了李存确、李存纪。
当时，内外机事皆决于李绍真。李绍真与威胜军节度使李绍钦（即段凝，被庄宗改名）和另一梁旧将太子少保李绍冲（本名温韬）有隙，逮捕了他们，想处死。但安重诲却就此责问他，称李绍钦、李绍冲所犯罪恶都发生在梁朝，李绍真是在公报私仇。李嗣源下令剥夺李绍钦、李绍冲的御赐姓名，放归田里，（在当时）饶过了他们的性命。

### 明宗年间
庄宗子魏王李继岌認為自己繼位無望，在渭南自杀。李嗣源聞訊後，决定自己登基。李绍真与自己推荐的另一梁旧臣枢密副使孔循认为唐朝（庄宗宣称继承唐朝）天命已尽，李嗣源应自建新朝，但其他官员和李嗣源自己指出李嗣源被庄宗祖父李国昌和父亲李克用收养，认为李嗣源可以合法宣称继承庄宗，拒绝了。李嗣源随后即唐帝位，即唐明宗。五月，李绍真等被庄宗赐以国姓名的众将请求恢复本名，庄宗同意，于是李绍真复名霍彦威。
霍彦威加兼侍中，除天平军节度使。明宗诏除王公俨登州刺史，王公俨拒绝赴任。明宗徙霍彦威为平卢节度使，聚兵淄州，王公俨惧其威，离开军部青州，赴任登州。霍彦威与宣徽使范延光设伏在北海县生擒之，杀其与族党指挥使李谨、王居厚等八人于州东。霍彦威上任后，以淳于晏为副使。从事张可复滑稽好避事，霍彦威视他为“奸兔兒”。孔目郭彦夔因犯霍彦威名讳，改名郭致雍，安重诲认为不可，仅准其在青州暂时自称郭致雍。
次年三月，加检校太尉、兼中书令。十月，宣武军节度使朱守殷反叛伏诛，霍彦威遣使者驰骑献两箭为贺，唐明宗赐两箭以报之。夷狄之法，起兵令众以传箭为号令，但不是下级能对上级用的，而明宗出自夷狄，霍彦威是武人，君臣都不知礼，多如此类。十一月，觐明宗于汴州，明宗接遇甚厚，诏其归藩。
天成三年（928年）十一月，在平卢节度使任上过世。唐明宗当时才出近郊射猎，得青州驰骑奏知霍彦威死讯，掩泣回宫，辍朝三日，至月底不举乐。诏以三公礼葬，册赠太师、晋国公，谥忠武。太子少傅李琪原是后梁宰相，奉诏撰写《霍彦威神道碑》时叙述霍彦威在梁历任官职且没有称梁为伪朝，因而于四年（929年）八月被冯道以碑文不分真伪混功名为由提出改撰，唐明宗从之。
霍彦威的儿子霍承训和弟弟霍彦珂都累官至刺史。后周枢密直学士陈观曾在霍承训门下，见霍氏门户孤弱，进言于宰相王峻，因王峻上奏，广顺二年（952年）十二月，后周太祖诏以霍彦威嫡孙霍绪为弘文馆校书郎，侄霍承庆为秘书省正字。
北宋太祖乾德年间，太祖于洛州立唐明宗庙，诏以霍彦威等人配飨庙庭。